# Isola di Marettimo
Isola di Marettimo este o arie protejată (arie specială de conservare — SAC, sit de importanță comunitară — SCI) din Italia întinsă pe o suprafață de 1.111 ha, din care 2 % marine.

## Localizare
Centrul sitului Isola di Marettimo este situat la coordonatele 37°58′07″N 12°03′01″E / 37.968611°N 12.050278°E.

## Înființare
Situl Isola di Marettimo a fost declarat sit de importanță comunitară în septembrie 1995 pentru a proteja 3 specii de plante și 51 de specii de animale. Situl a fost protejat și ca arie specială de conservare în decembrie 2015.

## Biodiversitate
Situată în ecoregiunea mediteraneană, aria protejată conține 15 habitate naturale: Pante stâncoase calcaroase cu vegetație casmofită, Grohotișuri termofile și vest-mediteraneene, Salicornia și alte specii anuale care populează regiunile mlăștinoase și nisipoase, Pseudostepă cu ierburi și specii anuale de Thero-Brachypodietea, Tufărișuri halofile mediteraneene și termo-atlantice (Sarcocornetea fruticosi), Peșteri inaccesibile publicului, Tufărișuri termo-mediteraneene și de pre-deșert, Iazuri temporare mediteraneene, Peșteri marine scufundate complet sau parțial, Recifuri, Formațiuni scunde de Euphorbia în apropierea falezelor, Faleze cu vegetație de Limonium spp. endemic de pe coastele mediteraneene, Păduri de Quercus ilex și Quercus rotundifolia, Vegetație anuală la limita mareei, Păduri de pin mediteraneene cu pini mezogeni endemici.
La baza desemnării sitului se află mai multe specii protejate:
- plante (3): Brassica macrocarpa, Dianthus rupicola, Petalophyllum ralfsii
- păsări (50): ciocârlie-de-câmp (Alauda arvensis), pescăruș albastru (Alcedo atthis), fâsă-de-câmp (Anthus campestris), Bucanetes githagineus, ciocârlie-cu-degete-scurte (Calandrella brachydactyla), Calonectris diomedea, caprimulg (Caprimulgus europaeus), barză albă (Ciconia ciconia), barză neagră (Ciconia nigra), șerpar (Circaetus gallicus), erete de stuf (Circus aeruginosus), erete vânăt (Circus cyaneus), erete alb (Circus macrourus), erete cenușiu (Circus pygargus), prepeliță (Coturnix coturnix), gușă vânătă (Cyanecula svecica), Falco eleonorae, Falco naumanni, șoim călător (Falco peregrinus), vânturel roșu (Falco tinnunculus), vânturel de seară (Falco vespertinus), muscar-gulerat (Ficedula albicollis), muscar (Ficedula parva), acvilă pitică (Hieraaetus pennatus), rândunică (Hirundo rustica), Hydrobates pelagicus, capîntortură (Jynx torquilla), sfrâncioc roșiatic (Lanius collurio), sfrânciocul cu frunte neagră (Lanius minor), sfrâncioc cu cap roșu (Lanius senator), prigoare (Merops apiaster), gaia neagră (Milvus migrans), mierlă de piatră (Monticola saxatilis), sula bassana (Morus bassanus), muscar sur (Muscicapa striata), vultur egiptean (Neophron percnopterus), stârc de noapte (Nycticorax nycticorax), pietrar mediteranean (Oenanthe hispanica), ciuf-pitic (Otus scops), vultur pescar (Pandion haliaetus), viespar (Pernis apivorus), Phalacrocorax aristotelis desmarestii, codroșul de pădure (Phoenicurus phoenicurus), cresteț pestriț (Porzana porzana), Puffinus puffinus, Puffinus yelkouan, lăstun de mal (Riparia riparia), sitar de pădure (Scolopax rusticola), turturică (Streptopelia turtur), silvie de tufiș (Sylvia undata)
- mamifere (1): foca-călugăr (Monachus monachus)

Pe lângă speciile protejate, pe teritoriul sitului au mai fost identificate 51 de specii de plante, 24 de specii de nevertebrate, 2 specii de reptile.